# Val di Fassa
Le val di Fassa (en allemand : Fassatal ; en ladin : Val de Fascia) est une l'une des principales vallées des Dolomites en Italie. Couronnée par certains des groupes montagneux les plus connus des Dolomites, la vallée est une destination touristique importante en hiver comme en été. De plus, en raison de son identité linguistique, le val di Fassa fait partie intégrante de la Ladinia.

## Géographie
La vallée est traversée par l'Avisio, un affluent gauche de l'Adige. Elle est entourée par quelques-uns des plus hauts sommets des Dolomites : la Marmolada, le groupe du Sella, le Sassolungo ou le groupe du Catinaccio.
Le val di Fassa est connecté à d'autres vallées des Dolomites par différents cols :
- la vallée du Biois par le col de San Pellegrino ;
- le val d'Ega par le col de Costalunga ;
- le val Gardena par le col Sella.

La rivière Avisio est alimentée par de nombreux torrents qui coulent dans les vallées secondaires qui se rattachent au bassin du val di Fassa. Les vallées secondaires, généralement de formation glaciaire comme la principale, sont en général dépourvues de route goudronnée et ne possèdent pas d'importants centres habités, mais ne manquent pas de malgas et de granges montagnarde typiques. Voici une liste des plus importantes d'entre elles, classées d’amont en aval :
- val Contrin ;
- val Lasties ;
- val Duron ;
- val di Dona ;
- val di Udai ;
- val di Vajolet ;
- val San Nicolò ;
- vallée de San Pellegrino.

Le lac de Soraga, formé par le barrage de l'Avisio, se situe dans la partie aval de la vallée, au nord de Moena.
Dans chaque village du Tyrol du Sud, l'architecture de l'église a une caractéristique de la région du Trentin.

## Occupation humaine
La vallée est composée de six communes : Moena, Soraga, San Giovanni di Fassa (fusion en 2018 de Vigo di Fassa et Pozza di Fassa), Mazzin, Campitello di Fassa et Canazei, pour un total de 315 km2.

## Tourisme

Le col Rodella et sa gare d'arrivée du téléphérique, dans le val di Fassa.

Les activités qui se déroulent dans la vallée sont principalement liées au tourisme, été comme hiver. Les stations de ski de la vallée font partie du consortium Dolomiti Superski, le plus grand au monde. Les domaines skiables de la vallée sont :
- Catinaccio-Rosengarten, près de Vigo et Pera di Fassa ;
- Buffaure, près de Pozza, puis reliée à Ciampac di Alba di Canazei ;
- Belvedere / Col Rodella di Canazei / Campitello, de taille considérable, reliée à Val Gardena et Arabba-Marmolada ;
- Tre Valli près de Moena et du col de San Pellegrino.

Il est possible d’utiliser les remontées mécaniques en été pour accéder rapidement au départ de nombreuses excursions, caractérisées par des lacs alpins, des bois et des parois rocheuses.

## Traditions
Dans la vallée, il y a de nombreux contes de fées, des légendes et des contes populaires liés aux montagnes qui entourent la vallée. 
Dans le val di Fassa, il y a la tradition de San Nicolò, patron de Pozza di Fassa, qui, avec le Krampus, traverse les villages de la vallée le soir du 6 décembre.

## Culture
À Vigo di Fassa, le centre administratif de la vallée, se trouve l'Institut culturel et le musée ladin de Fassa, illustrant l'histoire et les traditions de la population locale (de la Préhistoire aux Temps modernes)  ainsi que la langue et la culture ladines,.